# Metacrangonyx delamarei
Metacrangonyx delamarei is een vlokreeftensoort uit de familie van de Metacrangonyctidae. De wetenschappelijke naam van de soort is voor het eerst geldig gepubliceerd in 1991 door Messouli, Boutin & Coineau.